# Anzu

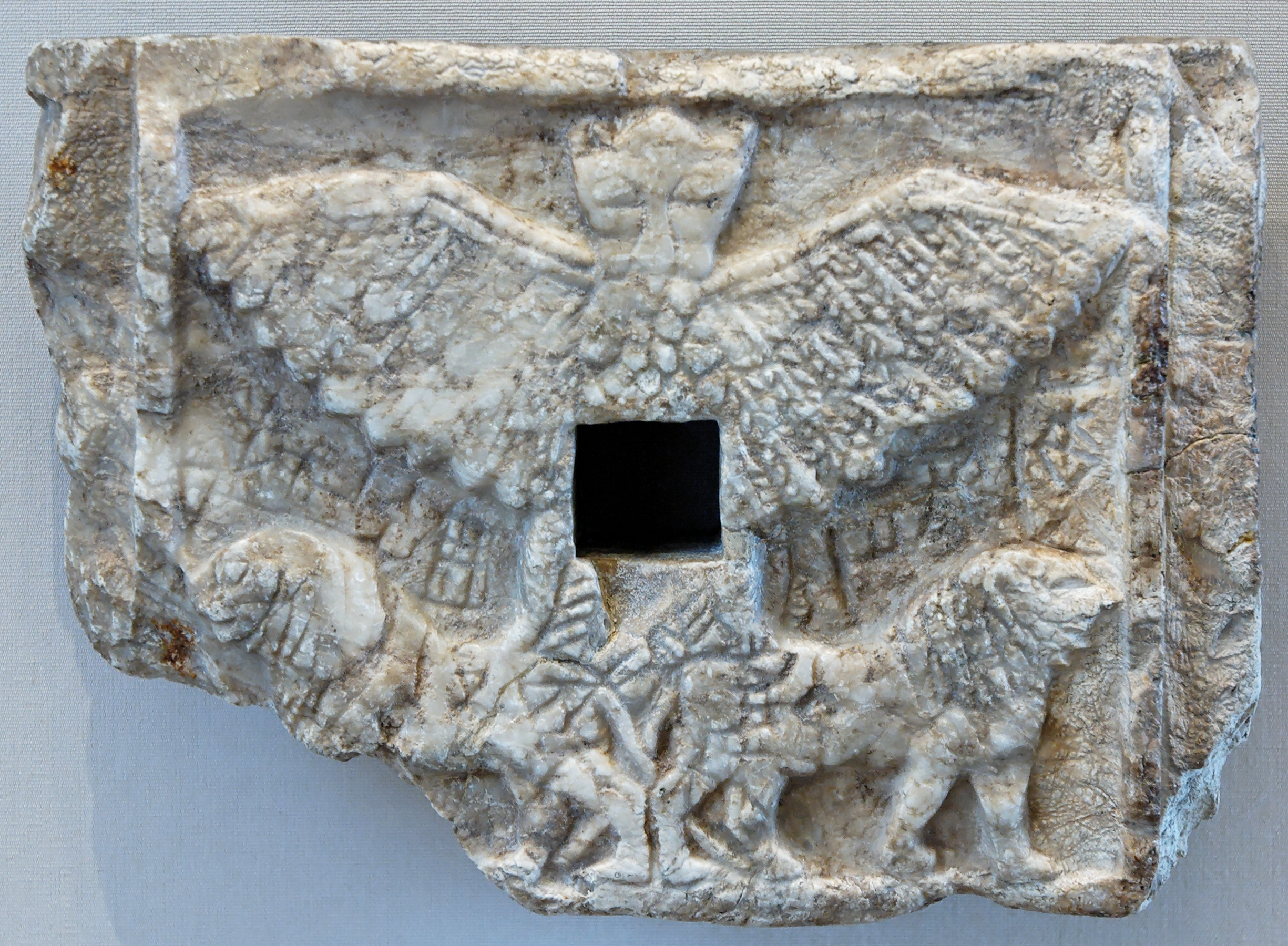
Anzu jako orel se lví hlavou, ca 2550–2500 př. n. l., Louvre.

Anzu (sumersky též Imdugud; akkadsky Anzú, Zú), byl zoomorfní (přírodní) démon v sumerské a akkadské mytologii, který se objevil již ve 4. tis. př. n. l. v Uruku, od 26. stol. př. n. l. se používá jméno Anzu.
Většinou byl zobrazován jako orel s lví hlavou a roztaženými křídly, ve spárech drží jeleny (zřídka i jiná divoká zvířata). Jeho prvotní role byla kladná, jelikož žil v dalekých horách a lesích, pomáhal najít cestu zbloudilým lidem, byl ochráncem města Lagaš, vzorně se staral o své děti, atp. Kolem roku 3000 př. n. l. se pohled na Anzua mění a stává se zlým démonickým zvířetem, tuto změnu nám žádný nalezený mýtus neobjasňuje a neexistují na ni ani nějaké seriózní teorie.
Podle Mýtu o Anzuovi ukradl Enlilovi (zde již Enlil nevystupuje jako jeho otec) tabulky osudu a odletěl s nimi do hor, to způsobilo porušení božského řádu na zemi. Bohové se proto na radě usnesli na tom, že je nutno Anzua zničit. Jelikož však pomocí těchto tabulek odvracel útoky bohů, odmítli někteří bohové na Anzua útočit. Nakonec se bohové Ningursua a Adada spojili sedmi větry a Anzua porazili. Nevíme jak, protože konec mýtu se nezachoval, každopádně je jisté, že byl poražen.
Jeho otec byl v kladném pojetí: Enlil

## Dinosaurus tohoto jména
V březnu 2014 byl popsán nový svrchnokřídový oviraptorosaur ze souvrství Hell Creek, který dostal rodové jméno Anzu.

## Mýty
- Mýtus o Anzuovi
- Epos o Gilgamešovi